# 아오아시
《아오아시》(일본어: アオアシ)는 코바야시 유우고가 원작한 일본의 만화이다. 감수는 스포츠라이터 이이즈카 켄지. J리그의 남자 고교생 연대 「J유스」를 다루고 있는 축구 만화로, 『빅 코믹 스피리츠』(쇼가쿠칸)에서, 2015년 6호부터 연재중.